# Niezniszczalni 4
Niezniszczalni 4 (ang. Expend4bles) – amerykański film akcji z 2023 roku w reżyserii Scotta Waugha. Kontynuacja filmu Niezniszczalni 3 (2014).

## Obsada
- Jason Statham jako Lee Christmas
- 50 Cent jako Easy Day
- Megan Fox jako Gina
- Dolph Lundgren jako Gunner Jensen
- Tony Jaa jako Decha
- Iko Uwais jako Suarto
- Randy Couture jako Toll Road
- Andy García jako Marsh
- Sylvester Stallone jako Barney Ross

## Produkcja
Słabe wyniki finansowe Niezniszczalnych 3 spowodowały, że przyszłość serii stanęła pod znakiem zapytania, a produkcja kolejnego filmu została wstrzymana na kilka lat. W grudniu 2016 roku Sylvester Stallone ogłosił, że czwarta część będzie ostatnim filmem z serii, a wstępna data premiery została zaplanowana na 2018 rok. Jednak na początku 2017 roku Stallone opuścił projekt z powodu braku porozumienia z szefem Nu Image/Millennium, Avi Lernerem odnośnie nowego reżysera, scenariusza oraz niektórych elementów filmu, jak wybór studia odpowiedzialnego za CGI. Wsparcie ze strony innych członków obsady spowodowało, że w styczniu 2018 roku Stallone ogłosił swój powrót do serii.
W sierpniu 2020 roku studio produkcyjne Vértice Cine ogłosiło swoje zaangażowanie w film, obok Lionsgate i Millennium Films. Ujawniło również, że Patrick Hughes powróci do serii jako reżyser. W listopadzie 2020 roku prezes Millennium Media, Jeffrey Greenstein, oświadczył, że studio kontynuuje prace nad Niezniszczalnymi 4 po opóźnieniach w branży związanych z pandemią COVID-19. W sierpniu 2021 roku The Hollywood Reporter poinformował, że Scott Waugh wyreżyseruje film, zastępując Hughesa, a Jason Statham zostanie jego producentem. Stallone natomiast potwierdził, że ograniczy swój udział w projekcie, który będzie jednocześnie jego ostatnim występem w roli Barneya Rossa, a dalsze prowadzenie franczyzy przejmie Statham.   
Zdjęcia oficjalnie rozpoczęły się 29 września 2021 roku. W październiku Stallone ogłosił w mediach społecznościowych, że zakończył kręcenie swoich scen. Film realizowano w Londynie i w Bułgarii, a zespół kaskaderski Jackiego Chana zajmował się choreografią. W listopadzie 2021 roku produkcję przeniesiono do Grecji, w tym do Salonik. Tam w rolę statystów wcielili się członkowie greckich sił zbrojnych. 3 grudnia 2021 roku Tony Jaa ogłosił koniec zdjęć.